# (24105) Broughton
(24105) Broughton est un astéroïde de la ceinture principale.

## Description
(24105) Broughton est un astéroïde de la ceinture principale. Il fut découvert le 9 novembre 1999 à Fountain Hills (Arizona) par Charles W. Juels. Il présente une orbite caractérisée par un demi-grand axe de 2,34 UA, une excentricité de 0,04 et une inclinaison de 7,4° par rapport à l'écliptique.

## Compléments